# Greenwich (Connecticut)
Greenwich ist eine Stadt im Fairfield County im US-Bundesstaat Connecticut, Vereinigte Staaten, mit 63.518 Einwohnern (Stand: 2020).
Greenwich hat den Ruf, der Vorort der Reichen von New York City zu sein.

## Geographie
Nach den Angaben des United States Census Bureaus hat das Stadtgebiet eine Größe von 174,0 km², wovon 123,8 km² Land und 50,2 km² (= 28,88 %) Gewässer sind. Die Fläche Greenwichs ist etwa doppelt so groß wie die von Manhattan. Westlich und nördlich benachbart ist das Westchester County des Bundesstaates New York, östlich liegt die City of Stamford, und gegenüber dem Long Island Sound auf Long Island liegt Bayville.

## Wirtschaft
Greenwich ist traditionell der Wohnsitz von Bankern und anderen New Yorker Geschäftsleuten. 2010 war Greenwich der Sitz mehrerer bedeutender Hedge-Fonds, was der Stadt im benachbarten New York den Spitznamen „Ober-Hedgistan“ (engl. Upper Hedgistan) eingebracht hat.

## Persönlichkeiten

### Söhne und Töchter der Stadt
- David K. Barton (1927–2023), Radaringenieur
- Tricia Byrnes (* 1974), Snowboarderin
- Colby Chester (* 1941), Schauspieler
- Glenn Close (* 1947), Schauspielerin
- Lilah Fear (* 1999), englisch-kanadische Eistänzerin
- Shelley Hack (* 1947), Schauspielerin
- Michaela Haet (* 1999), australische Tennisspielerin
- Hope Hicks (* 1988), ehemalige Kommunikationsdirektorin des Weißen Hauses unter US-Präsident Donald Trump
- Kara Spears Hultgreen (1965–1994), die erste Kampfpilotin der United States Navy im Cockpit einer F-14 Tomcat
- Keegan Lowe (* 1993), Eishockeyspieler
- Vince McMahon (* 1945), Chairman der World Wrestling Entertainment, sowie dessen erwachsene Kinder
  - Stephanie McMahon und
  - Shane McMahon, beide ebenfalls in der WWE tätig
- Claire Messud (* 1966), Schriftstellerin
- Sabine Klinkner (* 1975), Luft- und Raumfahrttechnikerin und Hochschullehrerin
- Donovan Mitchell (* 1996), Basketballspieler
- Alexia Paganini (* 2001), schweizerisch-amerikanische Eiskunstläuferin
- Kelly Rohrbach (* 1990), Schauspielerin
- Mark Salzman (* 1959), Schriftsteller
- Madison Sieg (* 2003), Tennisspielerin
- Nicholas Spizzirri (* 2001), Squashspieler
- James Sutherland (* 1948), Science-Fiction-Autor
- Mark Teixeira (* 1980), Baseball-Profi
- Heather Thomas (* 1957), Schauspielerin
- Dyanne Thorne (1936–2020), Schauspielerin
- Francis Joseph Tief (1881–1965), katholischer Bischof
- Triple H (* 1969), Wrestling-Star (Ehemann von Stephanie McMahon)
- Colin Wilson (* 1989), Eishockeyspieler

### Sonstige mit der Stadt in Verbindung stehende Persönlichkeiten
- Der deutsch-österreichische Schlagerkomponist Fred Jay ist in Greenwich begraben.

- Der deutsche Dirigent Kurt Masur starb am 19. Dezember 2015 in Greenwich.[4]

- Der ehemalige deutsche Verteidigungsminister Karl-Theodor zu Guttenberg und seine Ehefrau Stephanie zu Guttenberg wohnen seit September 2011 mit ihren beiden Töchtern in Greenwich.[5]

- Der Mordfall der in Greenwich ermordeten Martha Moxley erfuhr aufgrund seiner „Kennedy-Verbindung“ in den Medien große Aufmerksamkeit.

- Der Immobilienentwickler und Millionenbetrüger Andrew Kissel wurde 2006 in seinem Mietshaus in Greenwich ermordet.

- Der amerikanische Bankmanager und ehemalige Vorsitzende der Geschäftsleitung (CEO) der Schweizer Großbank Credit Suisse (2007–2015) Brady W. Dougan hat einen Wohnsitz in Greenwich. Ebenso Richard S. Fuld, Jr.

- Der amerikanische Hedgefonds-Manager Ray Dalio hat seinen Wohnsitz mit seiner Familie in Greenwich. Er gehört zu den reichsten US-Amerikanern und verwaltet den größten Hedgefonds der Welt.